# Nicolaus Jonæ Salanus
Nicolaus Jonæ Salanus, född 1618 i Uppsala, död 13 oktober 1671 i Köping, var en svensk präst och riksdagsledamot.

## Biografi
Nicolaus Salanus var son till biskopen Jonas Magni Wexionensis och Sigrid Hansdotter Bubb samt bror till bland andra borgmästaren i Uppsala Johannes Jonæ Salanus och Magnus Salanus. Efter studier vid Uppsala universitet orerade han 1639 på grekiska för att 1646 promoveras till magister. Han hade först tjänst som adjunkt vid universitetet, men blev 1650 lektor i grekiska språket vid Stockholms gymnasium (Gymnasium Holmense). År 1656 prästvigdes han för en tjänst som teologie lektor, samt avancerade till gymnasiets rektor varmed han fick Solna socken som prebende. Första gången han ansökte om Köpings socken fick han se sig förbigången av Carolus Lithmans svärson, men fick pastoratet andra gången 1664 och blev samtidigt kontraktsprost.
Salanus var fullmäktig vid riksdagen 1668.
Salanus var gift med Catharina Simonius, dotter till pastor primarius Simon Benedicti Arbogensis och dotterdotter till Johannes Rudbeckius. Sonen Johannes Nicolai Salanus blev borgmästare i Stockholm. Dottern Christina var gift med en son till biskop Magnus Johannis Pontin.